# Caloptilia teleodelta
Caloptilia teleodelta är en fjärilsart som först beskrevs av Edward Meyrick 1926.  Caloptilia teleodelta ingår i släktet Caloptilia och familjen styltmalar. Inga underarter finns listade i Catalogue of Life.